# Mornos
Der Mornos (griechisch Μόρνος, auch Dafnous Δαφνούς oder Ylethos Ύλαιθος, altgriechisch Ὕλαιθος Hylaithos) ist ein etwa 70 Kilometer langer Fluss in Griechenland. Er verläuft in der Region Mittelgriechenland und durchfließt den Regionalbezirk Fokida.
Der Mornos entspringt an der Südflanke des Oite-Massivs und fließt zunächst nach Süden durch das Bergland von Fokida in eine Tallandschaft, die von den Bergen und Bergmassiven des Giona, Iti, Ori Lidorikiou und Vardousia gebildet wird. An seiner früheren Verschwenkung in der vorbezeichneten Tallandschaft nach Westen, östlich der Ortschaft Lidoriki, wird der Mornos zum Mornos-Stausee aufgestaut, der aus der Luft betrachtet die Form eines X aufweist.
Nach dem Mornos-Stausee fließt der Mornos zunächst nach Westen und schwenkt dann in südwestliche Richtung ab zu seinem Mündungsdelta, welches eine Fläche von 25 km² umfasst. Dieses markiert die Grenze zwischen dem Golf von Korinth im Osten und dem Golf von Patras im Westen. Der Mornos bildet in seinem von Nordosten nach Südwesten führenden Verlauf die Grenze zwischen der Präfektur Fokida im Osten (ehemals Provinz Dorida) und der Präfektur Ätolien-Akarnanien im Westen (ehemals Provinz Nafpaktia).
Das Wasser des Mornos – vor allem das des Mornos-Stausees – wird zur Wasserversorgung des Großraums Athen eingesetzt. Zu diesem Zweck wird seit Beginn des 21. Jahrhunderts durch ein Tunnelsystem Wasser des im Westen des Mornos liegenden Flusses Evinos in den Mornos umgeleitet. Als der See angelegt wurde, musste das Dorf Kallio geflutet werden. Bei besonders niedrigem Wasserstand tauchen die Ruinen wieder aus dem Wasser auf.